# Герб Абыйского улуса
Герб муниципального образования Абыйский улус (район) — заполярного района Республики Саха (Якутия).
Герб утверждён постановлением Собрания депутатов муниципального образования «Абыйский улус (район)» № 10/42 от 27 октября 2004 года.
Герб внесён в Государственный геральдический регистр Российской Федерации под регистрационным номером № 1717.

## Описание герба
В лазоревом поле перед золотой коновязью — сэргэ серебряный, с распростёртыми крыльями и подобранными лапами лебедь, из конца правого крыла которого вырастает обернувшаяся голова коня, а из конца левого — голова оленя. Во главе семь серебряных дугообразно расположенных якутских алмазов (фигуры в виде поставленных на угол квадратов, каждый из которых расторгнут на шесть частей: накрест и наподобие двух сходящихся по сторонам стропил).

## Описание символики герба
Рисунок герба состоит из сочетающихся фигур сэргэ (коновязи), лебедя, лошади и северного оленя. Изображения лошади и сэргэ олицетворяют атрибуты, связанные с мотивами национального фольклора, обычаев, древних верований народа саха. Количество насечек на сэргэ — семь — обозначает количество населённых пунктов муниципального образования.
Северный олень, обладающий величественностью, гордостью, упорством и силой, символизирует суровый климат Абыйского улуса, жители которого с давних времён занимались традиционной отраслью Севера — оленеводством. По верованиям народа саха, лебедь — священная птица, символизирующая красоту, чистоту, верность, невинность.
Алмазы в особой стилизации, аналогичной их стилизации в Государственном гербе Республики Саха (Якутия), обозначают административно-территориальную принадлежность муниципального образования к Республике Саха (Якутия).
Авторы герба: Ефимова Сардана Яковлевна (пос. Белая Гора), компьютерный дизайн: Матвеев Артур Матвеевич (г. Якутск).